# 摩根縣 (印第安納州)
摩根县（英語：Morgan County）是美國印地安納州中部的一個縣。面積1,060平方公里。根據美國2000年人口普查，共有人口66,689人。縣治馬丁斯維爾（Martinsville）。
成立於1822年2月15日。縣名紀念美國獨立戰爭軍官、代表維吉尼亞州的眾議員丹尼爾·摩根。